# 布朗桥

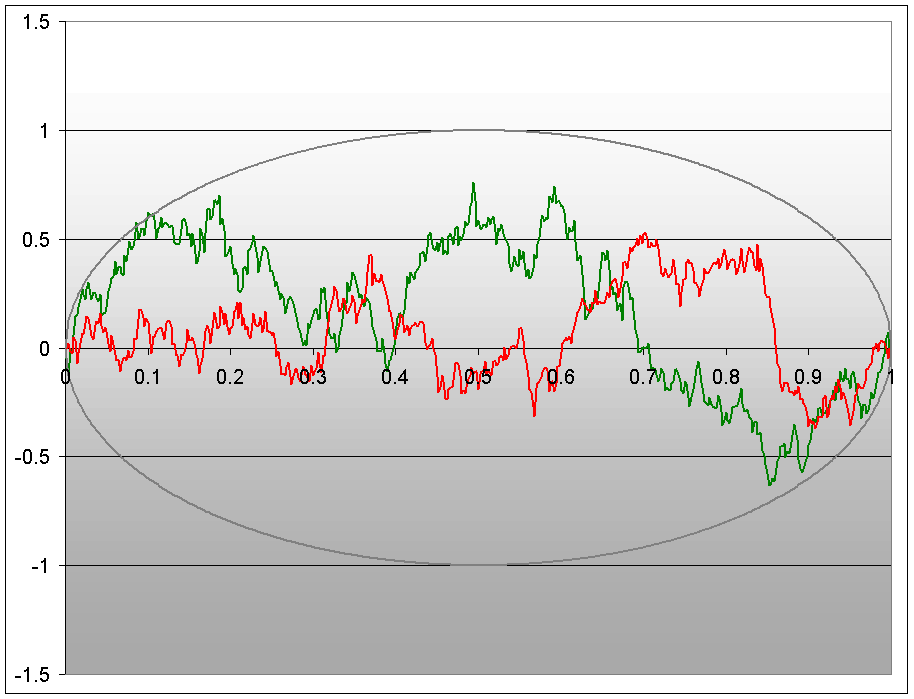
2个相互独立的标准布朗桥

标准布朗桥（英語：Brownian bridge）是概率论中常见的一个研究对象。 它是一种连续时间上的随机过程， 在0和1处取值为0.
注意不要和布朗运动混淆。
布朗桥有时又被称为绑在0和1处的布朗运动（此处仅为意译）。
非标准的 布朗桥 只是在条件 {\displaystyle \scriptstyle [B_{t_{1}}=a,B_{t_{2}}=b]}下一般化的布朗桥。

## 定义
```
标准的布朗桥
 

  

    

      

        

          
(

          

            
B

            

              
t

            

          

          
,

          
t

          
≥

          
0

          
)

        

      

    

    
{\displaystyle \scriptstyle (B_{t},t\geq 0)}

  

为一个连续时间上的 
随机过程
 ，它的分布为在条件

  

    

      

        

          

            
B

            

              
0

            

          

          
=

          

            
B

            

              
1

            

          

          
=

          
0

        

      

    

    
{\displaystyle \scriptstyle B_{0}=B_{1}=0}

  

下的
维纳过程
 （Wiener Process）。
```

它首先是一个高斯过程, 也就是说随机向量 {\displaystyle \scriptstyle (B_{t_{1}},...,B_{t_{n}})}在条件 {\displaystyle \scriptstyle B_{1}=0}下服从高斯分布。所以它可以由期望和协方差来刻画：
{\displaystyle \forall 0\leq t\leq 1,\,\,\,\,\,\,\,\,\,\,\,\,\,\mathbb {E} [B_{t}|B_{1}=0]=0,}
{\displaystyle \forall 0\leq s<t\leq 1,\,\,cov(B_{s},B_{t}|B_{1}=0)=s(1-t).}
定义的备注
事件{\displaystyle \scriptstyle [B_{1}=0]} 的概率为0。 考虑满足
{\displaystyle \forall \varepsilon >0,\mathbb {P} [|B_{1}|<\varepsilon ]>0.}
的事件 {\displaystyle \scriptstyle [|B_{1}|<\varepsilon ]}，
我们可以考察条件分布 {\displaystyle \scriptstyle \mathbb {P} [\cdot ||B_{1}|<\varepsilon ]}。 由依分布收敛 可得：
{\displaystyle \mathbb {P} [\cdot ||B_{1}|<\varepsilon ]{\underset {\varepsilon \rightarrow 0}{\longrightarrow }}\mathbb {P} [\cdot ||B_{1}|=0]}
这给出了布朗桥的一个严格定义。

## 和其他随机过程的关系

### 和布朗运动的关系
性质1
设{\displaystyle \scriptstyle (W_{t},t\geq 0)} 为一个 维纳过程 (或者 布朗运动), 那么过程 {\displaystyle \scriptstyle (B_{t},0\leq t\leq 1)} :
{\displaystyle \displaystyle B_{t}=W_{t}-tW_{1}}
为一个标准的布朗桥。
相互定义
设 {\displaystyle \scriptstyle (B_{t},0\leq t\leq 1)} 为一个标准的布朗桥，  Z 是一个正态随机变量，则过程 {\displaystyle \scriptstyle (W_{t}^{1},t\geq 0)} et {\displaystyle \scriptstyle (W_{t}^{2},t\geq 0)} :
{\displaystyle W_{t}^{1}=B_{t}+tZ}    et    {\displaystyle W_{t}^{2}=B_{\frac {t}{T}}+{\frac {t}{T}}Z}
为 {\displaystyle \scriptstyle t\in [0,1]} 和 {\displaystyle \scriptstyle t\in [0,T]} 上的维纳过程。
性质 2
设 {\displaystyle \scriptstyle (W_{t},t\geq 0)} 为一个 维纳过程, 则过程 {\displaystyle \scriptstyle (B_{t},0\leq t\leq 1)} ：
{\displaystyle B_{t}=(1-t)W_{\frac {t}{1-t}}}
为一个标准布朗桥。
相互定义
设 {\displaystyle \scriptstyle (B_{t},0\leq t\leq 1)} 为一个标准的布朗桥, 那么过程 {\displaystyle \scriptstyle (W_{t},t\geq 0)}：
{\displaystyle W_{t}=(1+t)B_{\frac {t}{1+t}}}
为一个维纳过程。

### 扩散形式下的表达
也可以认为布朗桥是一种扩散过程。 事实上， 如果 {\displaystyle W} 是一种标准的布朗桥，随机方程
{\displaystyle dX_{t}=dW_{t}-{\frac {X_{t}}{1-t}}dt}
初始条件{\displaystyle X_{0}=0}的解和布朗桥同分布。
事实上,  {\displaystyle X}是一个 马氏过程，这个从布朗桥的定义中不容易看出。

## 性质
设{\displaystyle \scriptstyle (B_{t},0\leq t\leq 1)} 为标准的布朗桥。
性质3
设 b 为一个实数，
{\displaystyle \mathbb {P} \left[{\hbox{ there is a }}t\in [0,1]{\hbox{ s.t. }}B_{t}=b\right]=e^{-2b^{2}}.}
性质4
设 b 为一个正实数
{\displaystyle \mathbb {P} \left[\sup _{t\in [0,1]}|B_{t}|\geq b\right]=2\sum _{n\geq 1}(-1)^{n-1}e^{-2n^{2}b^{2}}.}
性质 5
设a et b 为2个正实数.
{\displaystyle \mathbb {P} \left[-a<B_{t}<b\,,\forall 0\leq t\leq 1\right]=\sum _{m=-\infty }^{+\infty }\left[e^{-2m^{2}(a+b)^{2}}-e^{-2((m+1)a+mb)^{2}}\right].}
性质6
设 x 为一个正实数
{\displaystyle \mathbb {P} \left[\sup _{t\in [0,1]}B_{t}-\inf _{t\in [0,1]}B_{t}\geq x\right]=2\sum _{m\geq 1}(4m^{2}x^{2}-1)e^{-2m^{2}x^{2}}.}

## 相关條目
- 布朗运动
- 维纳过程